# Colaspis guatemalensis
Colaspis guatemalensis es un coleóptero de la familia Chrysomelidae.
Fue descrita científicamente en 1975 por Blake.